# Детковцы (Тернопольская область)
Детковцы (укр. Дітківці) — село в Белецкой сельской общине Тернопольского района Тернопольской области Украины.
До 2020 года входило в Зборовский район.
Код КОАТУУ — 6122687702. Население по переписи 2001 года составляло 419 человек.

## Географическое положение
Село Детковцы находится на расстоянии в 1 км от села Мшанец,
недалеко от горы Крайний Камень (431 м) — самая высокая точка района.
Рядом проходит автомобильная дорога Р-39.

## История
- 1670 год — дата основания.

## Объекты социальной сферы
- Школа I ст.